# Volodímir Vinnichenko
Volodímir Kirílovich Vinnichenko (en ucraniano: Винниче́нко Володи́мир Кири́лович); Veliki Kut, 14 de juliojul./ 26 de julio de 1880greg. – Mougins, 6 de marzo de 1951) fue un político ucraniano, presidente del Directorio de Ucrania durante el segundo periodo de la República Popular Ucraniana.
Socialista y nacionalista, era uno de los miembros más destacados del Partido Obrero Socialdemócrata Ucraniano.

## Comienzos
Vinnichenko nació en Elisavetgrado, en la provincia de Jersón del Imperio ruso, en el seno de una familia campesina. Su padre, Kiril Vasíliovich Vinnichenko había sido siervo en su juventud. Se había mudado de su aldea a Elisavetgrado donde se había casado con su madre, viuda de un matrimonio anterior, Yevdokía Pavlenko. De este primer matrimonio habían nacido tres hijos: Andri, Maria, y Vasil; Volodímir fue el único nacido del segundo.
Tras estudiar en una escuela pública local, ingresó en el gimnasio masculino de la ciudad. Mientras estudiaba los últimos cursos en el centro, se unió a una organización revolucionaria; el escribir un poema revolucionario hizo que se le expulsase y se le encarcelase una semana. Continuó, sin embargo, sus estudios, y logró aprobar los exámenes finales en otro gimnasio.
En 1900, se afilió al Partido Revolucionario de Ucrania e ingresó en la facultad de leyes de la Universidad de Kiev, de la que fue expulsado tres años más tarde por participar en actividades revolucionarias en Kiev y Poltava. A causa de estas, pasó varios meses en la prisión de Lukyánivska.
Logró fugarse de la prisión, pero se lo envió a filas, donde volvió a retomar la agitación política. Al comunicársele que iba a ser detenido de nuevo, se exilió en la Galitzia austrohúngara. Sin embargo, las autoridades lo detuvieron durante un viaje a Ucrania con literatura revolucionaria y lo condenaron a dos años de cárcel. Una vez cumplida la condena y liberado en 1905, se licenció en leyes por la Universidad de Kiev. Fue uno de los fundadores del Partido Obrero Socialdemócrata de Ucrania creado en 1905 tras la desintegración del Partido Revolucionario de Ucrania.

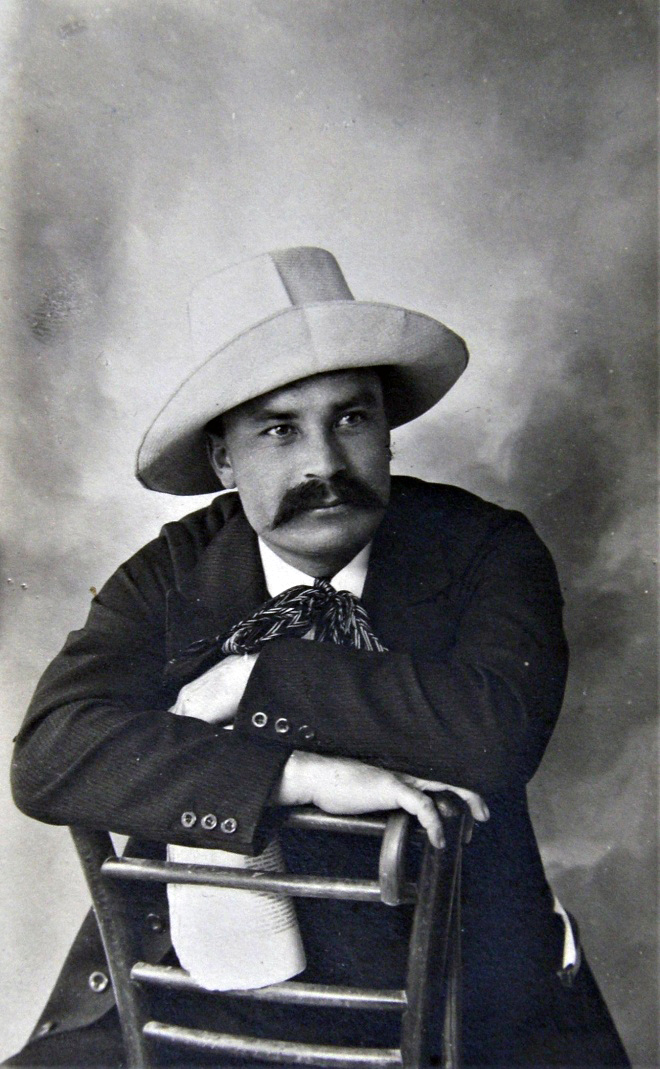
Vinnichenko en la década de los 1910

## Rada Central Ucraniana
Era uno de los principales dirigentes del Partido Obrero Socialdemócrata de Ucrania, resurgido en abril de 1917, tras la caída de la monarquía a principios de año. El partido, con una ideología mezcla de nacionalismo y socialismo, adquirió gran influencia en la nueva Rada Central Ucraniana.

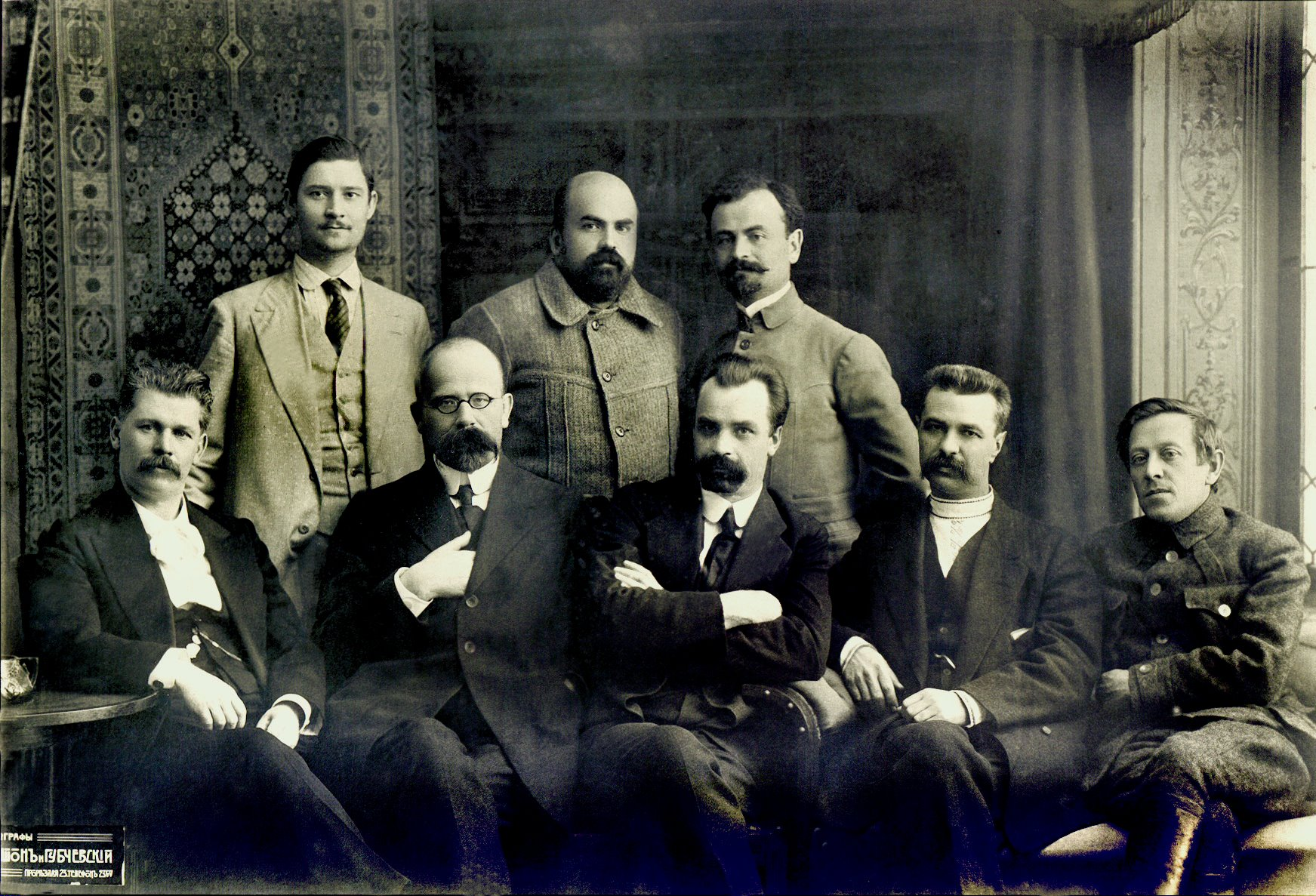
Vinnichenko, sentado en primera fila, en el centro, con los miembros de la Secretaría General de la Rada, en julio de 1917. En el extremo derecho, Simon Petliura.

Encabezó la comisión de la Rada Central Ucraniana que acudió a Petrogrado a finales de la primavera de 1917 para presentar sus exigencias ante el Gobierno provisional y el Sóviet de Petrogrado, que las recibieron con frialdad.
A partir de julio, presidió la Secretaría General de la Rada, una junta ejecutiva similar a un Consejo de Ministros creada para asegurar la aplicación de sus decisiones. A finales del verano, dimitió junto con los miembros de la Secretaría partidarios de la moderación y el acuerdo con el Gobierno provisional. Tras un mes de crisis por los desacuerdos políticos entre socialdemócratas y socialrevolucionarios y la dificultad de encontrar candidatos para un nuevo gabinete, volvió al frente de la Secretaría con la tolerancia pero sin el apoyo de los socialrevolucionarios.

## Hetmanato
Opuesto al Hetmanato, sopesó al posibilidad de alzarse contra él ya en el verano de 1918. El partido descartó tal opción como peligrosa y una traición al país, por lo que Vinnichenko la desechó para convertirse en el dirigente de la principal plataforma política de la oposición a Skoropadski, la Unión Nacional Ucraniana. En agosto, trató de recabar el apoyo de los soviéticos para derrocar a Skoropadski.

## Directorio de Ucrania
Con la crisis del Hetmanato por la derrota de los Imperios Centrales en la guerra mundial, pasó a presidir el Directorio de Ucrania de cinco miembros que se creó para derrocar a Skoropadski, mientras Simon Petliura se hacía cargo de la dirección de las fuerzas armadas. A mediados de octubre, el hetman le había ofrecido formar un nuevo Gobierno. Vinnichenko rechazó la oferta pero sugirió algunos candidatos para los ministerios, que Skoropadski aceptó. El acuerdo resultó pasajero e insatisfactorio.
En la reunión de la noche del 13 de noviembre en la que se formó el Directorio, se aprobó el alzamiento en Bila Tserkva —localidad en la que se hallaban acuartelados los Fusileros de Sich— y se plantearon las líneas políticas básicas del futuro Gobierno, su sugerencia de un alzamiento en la capital fue rechazado por los conspiradores, que prefirieron sublevarse en Bila Tserkva. Ya desde el comienzo, sintió antipatía por Petliura, al que consideraba un ambicioso.
En enero de 1919, trató de resolver las diferencias con los soviéticos.
Renunció a la presidencia del Directorio el 11 de febrero de 1919, seis días después de la pérdida de Kiev y del traslado del Gobierno a Vínnitsa. A continuación, partió al exilio, lo que redujo los roces entre los miembros del Directorio.

## Exilio
Exiliado en Viena, dirigió la oficina local del nuevo partido que reunió a las fracciones más izquierdistas de los socialdemócratas y socialrevolucionarios ucranianos, aliados finalmente a los comunistas. Regresó brevemente a Ucrania —entonces bajo control soviético— en el invierno de 1919-1920 pero, pronto desilusionado, volvió a partir al exilio.
Se opuso, como las autoridades de la República Popular de Ucrania Occidental, al Tratado de Varsovia, el acuerdo ucraniano-polaco firmado por Petliura el 2 de abril de 1920 y que, a cambio del apoyo militar polaco para la lucha contra los soviéticos, otorgaba Galitzia a Polonia.
Después de su marcha de Ucrania en 1920, pasó los treinta años siguientes exiliado en Europa, la primera década en Alemania y, más tarde, en Francia. Durante este largo periodo, retomó su carrera de escritor y su obra se volvió a publicar en una edición de once volúmenes.
En 1934, se mudó de París a Mougins, en los alrededores de Cannes, y se instaló en una especie de granja —a la que llamó Zkoutok— donde continuó escribiendo, en especial sobre su idea de la felicidad, el «concordismo». Murió en Mougins en 1951.